# Abdelkrim Zouari
Abdelkrim Zouari, né le 14 juillet 1989 à Saïda, est un footballeur algérien qui évolue au poste d'allier gauche.

## Biographie

### Carrière en club
Après avoir évolué dans différents clubs de deuxième et troisième division, Abdelkrim Zouari rejoint l'équipe de l'USM Bel Abbès, club évoluant en Division 1, en janvier 2017. Il inscrit quatre buts dans ce championnat lors de sa première saison à ce niveau, puis cinq buts la saison suivante.
Le 1er mai 2018, il remporte la Coupe d'Algérie, en battant l'équipe de la JS Kabylie en finale. Abdelkrim Zouari s'illustre lors de ce match, en délivrant deux passes décisives en faveur de son coéquipier Hamza Belahouel.
Le 26 janvier 2024, il signe à l'Olympique Akbou, en deuxième division.

### Carrière internationale
Abdelkrim Zouari fait ses débuts en équipe d'Algérie le 9 mai 2018, lors d'une défaite 2-0 face à l'Arabie saoudite.

## Palmarès

### En clubs
- Vainqueur de la Coupe d'Algérie en 2018 avec l'USM Bel Abbès.
- Vainqueur de la Supercoupe d'Algérie en 2018 avec l'USM Bel Abbès.
- Vainqueur du Championnat d'Algérie de deuxième division en 2024 dans le Groupe Centre-Est avec l'Olympique Akbou.